# Polymixis aurantiomaculata
Polymixis aurantiomaculata là một loài bướm đêm trong họ Noctuidae.